# میدان دانته (ناپل)

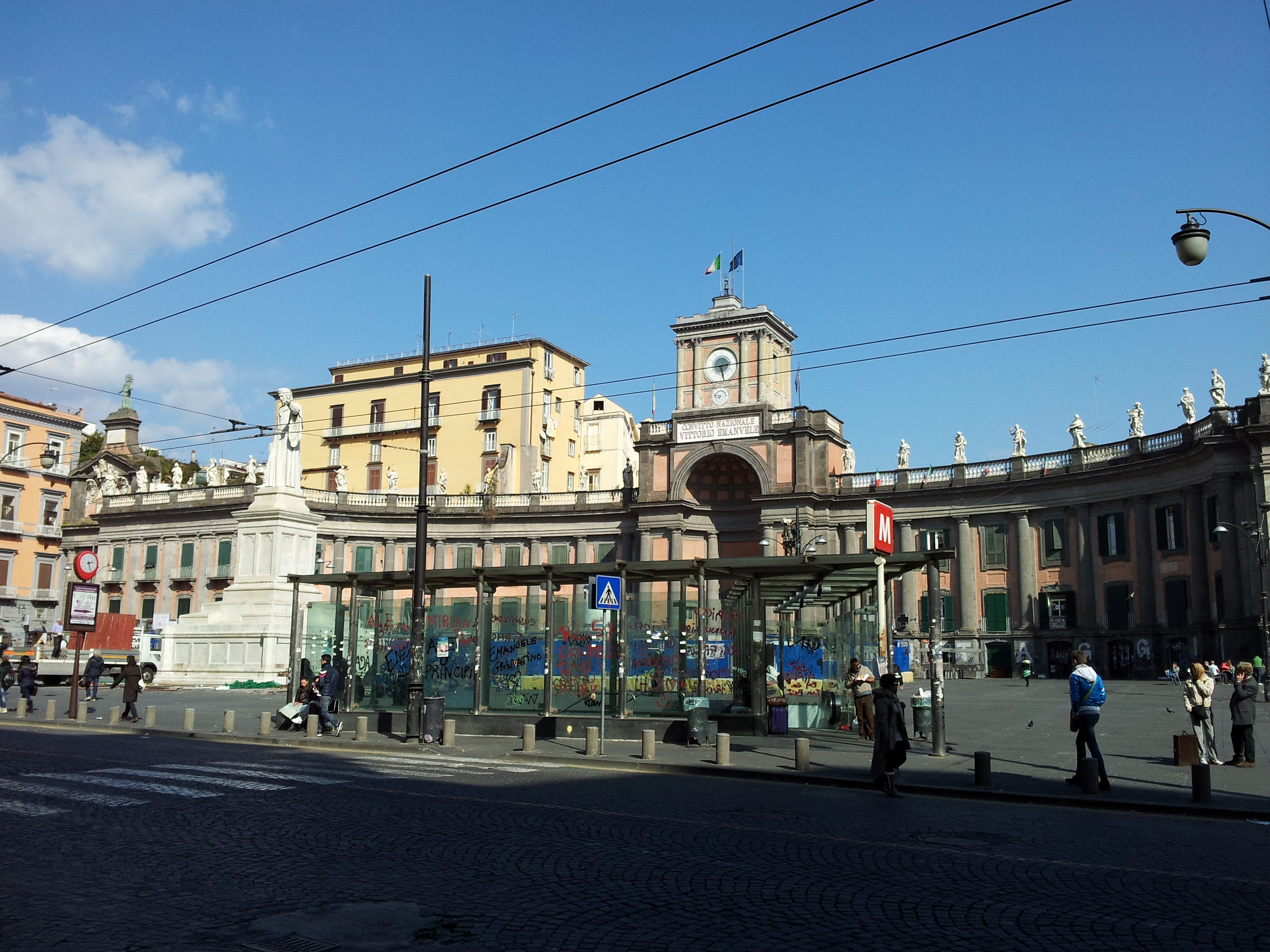
میدان دانته در ناپل

میدان دانته یک میدان عمومی بزرگ در ناپل، ایتالیا است که به افتخار شاعر ایتالیایی دانته آلیگری نامگذاری شده‌است. تندیس این شاعر قرن نوزدهمی نیز که توسط تیتو آنجلینی ساخته شده، در این میدان و در مجاور مدرسه شبانه‌روزی ویکتور امانوئل دوم نصب شده‌است.

## بررسی اجمالی

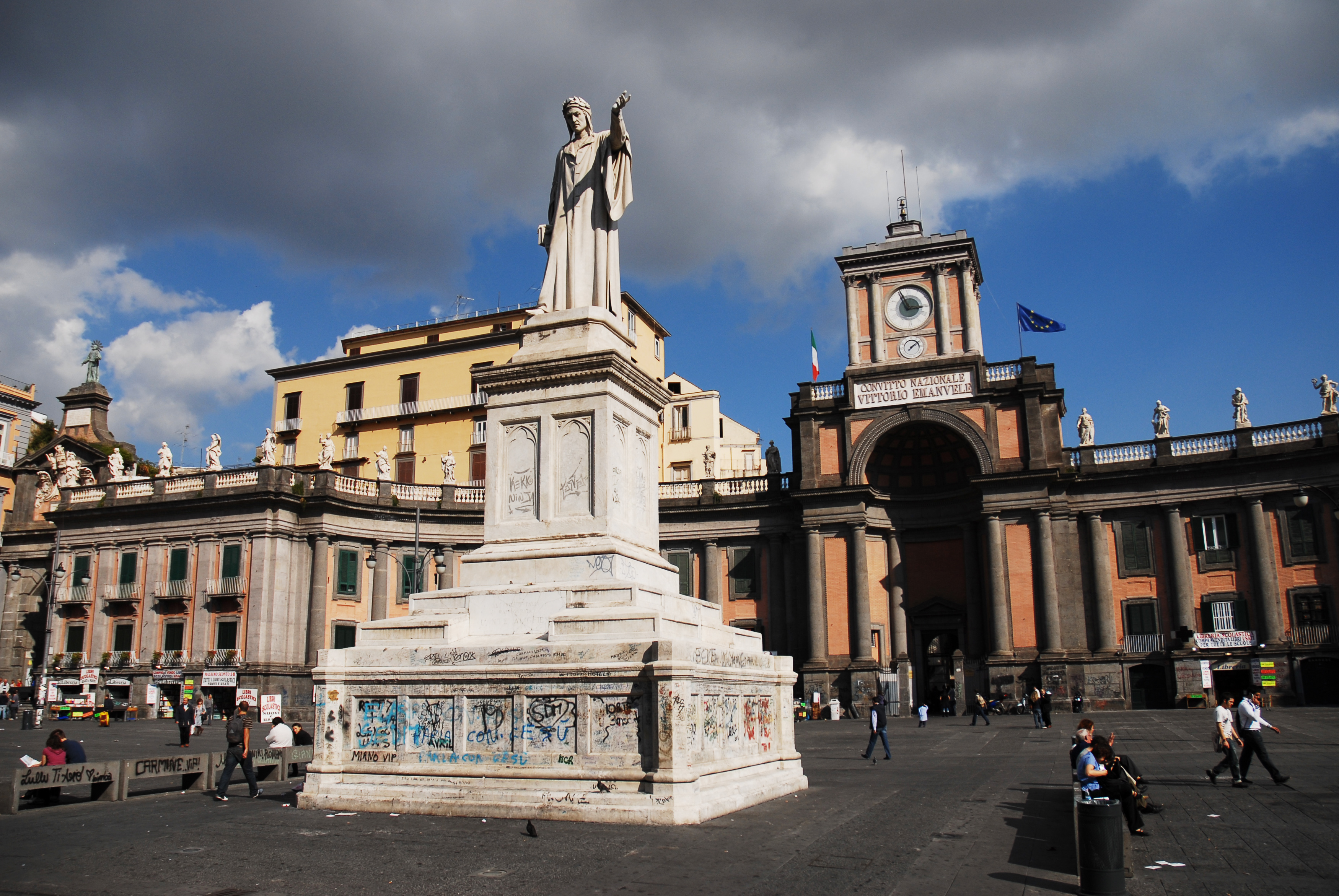
بنای یادبود دانته آلیگری در میدان دانته ناپل. کامپانیا، ایتالیا

در اصل لارگو دل مرکاتلو -به معنی بزرگتر از مرکاتلو- (به ایتالیایی: Largo del Mercatello) نامیده می‌شد، زیرا از سال ۱۵۸۸ یکی از دو بازار شهر که در این میدان برگزار می‌شد، در مقایسه با بازار میدان مرکاتو، بزرگتر و قدیمی تر بود.
از دیگر رویدادهای مهم میدان دانته، ساخت دروازه آلبا در سال ۱۶۲۵ در موقعیت شمال غربی میدان بود، که برای تسهیل ارتباط با روستاهای اطراف ایجاد شد. در حال حاضر این دروازه از میدان دانته به خیابان آلبا منتهی می‌شود که مرکز فروش کتاب و آلات موسیقی است.
ساختار فعلی این میدان در نیمه دوم قرن هجدهم توسط معمار لوئیجی وانویتلی شکل گرفت. تغییراتی نظیر ساخت بنای یادبود کارلوس سوم، بین سال‌های ۱۷۵۷ تا ۱۷۶۵ به طول انجامید که نتیجه آن ایجاد یک نیم دایره بزرگ، مماس با دیوارهای مدرسه ویکتور امانوئل دوم بود که به صورت افقی دروازه آلبا را در غرب میدان با دیوار مدرسه ادغام کرد و کلیسای سن میشل را در جناح شرق میدان قرار داد.
در بال‌های منحنی غربی و شرقی ساختمان مدرسه، بیست و شش مجسمه (سه مجسمه اثر جوزپه سانمارتینو) نصب شده‌اند که نمایانگر فضایل کارلوس سوم هستند. در طاق مرکزی بنا هم قرار بود مجسمه سوارکاری وی را نصب کنند، اما این مجسمه هیچگاه ساخته نشد. یک برج ساعت هم در مرکز این ساختمان ساخته شد که مربوط به دوره‌های بعدی است.
در مرکز میدان، مجسمه بزرگی از دانته آلیگری، کار مجسمه سازان تیتو آنجلینی و توماسو سولاری جونیور قرار دارد که در ۱۳ ژوئیه ۱۸۷۱ (تاریخ نامگذاری میدان به نام شاعر بزرگ) از آن رونمایی شد و بر روی پایه ای طراحی شده قرار گرفت. در سال ۲۰۰۲ بعد از ساخت ایستگاه دانته خط ۱ مترو در محوطه میدان توسط مهندس ریکاردو رگا، میدان دانته از نو طراحی و بازسازی شده و به محدوده عابرپیاده تبدیل شد.